# Ischnodora sejugata
Ischnodora sejugata är en skalbaggsart som beskrevs av Holzschuh 1991. Ischnodora sejugata ingår i släktet Ischnodora och familjen långhorningar. Inga underarter finns listade i Catalogue of Life.